# Radostowo (województwo pomorskie)
Radostowo (kaszub. Radòstowò,  Rathstube) – wieś kociewska w Polsce położona w województwie pomorskim, w powiecie tczewskim, w gminie Subkowy.
Wieś położona na trasie linii kolejowej nr 131 Chorzów Batory – Tczew i przy drodze wojewódzkiej nr 230, jest siedzibą sołectwa Radostowo w którego skład wchodzą również miejscowości Starzęcin i Radostkowo. Radostowo leży w linii prostej 3 km od miejscowości Subkowy i 1,5 km od stacji kolejowej Subkowy.
Sołectwo Radostowo–Starzęcin zamieszkuje około 600 mieszkańców.

W latach 1975–1998 miejscowość położona była w województwie gdańskim.

## Historia
Radostowo wchodzące w skład ziemi gniewskiej w XIII w. było własnością Racibora, brata księcia pomorskiego Sambora II. Bezdzietny Racibor darował Ziemie te cystersom z Oliwy. Darowiznę tę potwierdził w roku 1224 książę Sambor w Tymawie. Dochody z jej użytkowania mieli cystersi przeznaczyć na budowę nowego klasztoru, stary, bowiem zniszczyli Prusowie. Na mocy wspomnianej umowy otrzymali ponadto cystersi 10 włók (179,5 ha według prawa chełmińskiego), w Rajkowach. Po śmierci Racibora, książę Sambor II zagniewany na cystersów ziemię tę obiecał Krzyżakom. 18 maja 1282 Krzyżacy otrzymali ziemię gniewską z wyjątkiem dwóch majątków: Rajków i Radostowa, które w dalszym ciągu pozostały w rękach cysterskich.

## Zabytki
W Radostowie znajduje się zespół dworsko–parkowy, który pochodzi z końca XVIII wieku i poł. XIX i składa się z części gospodarczej, w której centralny plac otacza zabudowa folwarczna oraz części reprezentacyjnej z dworem i parkiem.
Według rejestru zabytków NID na listę zabytków wpisany jest zespół dworski, XIX-XX, nr rej.: A-1145 z 3.03.1987:
- dwór
- park
- kuźnia
- spichrz, 1787.

Zespół dworsko–parkowy w Radostowie jest wpisany do rejestru zabytków nieruchomych województwa pomorskiego z uwagi na jego walory kulturowe, jaką tworzy zespół o ciągłości tradycji miejsca, walory przestrzenno-historyczne istniejącej zabudowy oraz przyrodnicze, jakie przedstawia drzewostan parku.
Dwór założony na planie litery L z niewielkimi dobudówkami, dwukondygnacyjny, przykryty dwuspadowym dachem, elewacje oprócz barokizującego portalu pozbawione elementów wystroju. Po północnej stronie dworu na obecnym terenie parku stoi kuźnia – jest to budynek ceglany z otwartym podcieniem wspartym na drewnianych słupach, przykryty dwuspadowym daszkiem pokrytym dachówką.
Obecnie w dworku mieści się gospodarstwo agroturystyczne „Pod Platanem”.